# Massif du Puigmal
Massif du Puigmal este o arie protejată (sit de importanță comunitară — SCI) din Franța întinsă pe o suprafață de 8.784 ha, integral pe uscat.

## Localizare
Centrul sitului Massif du Puigmal este situat la coordonatele 42°26′22″N 2°07′36″E / 42.43944°N 2.12667°E.

## Înființare
Situl Massif du Puigmal a fost declarat arie specială de conservare în baza directivei 92/43 din 1992 referitoare la conservarea habitatelor naturale și a faunei și florei sălbatice pentru a proteja 2 specii de plante și 4 specii de animale.

## Biodiversitate
Situată în ecoregiunea alpină, aria protejată conține 24 de habitate naturale: Pajiști silicioase din Pirinei cu Festuca eskia, Pajiști alpine și subalpine calcaroase, Formațiuni ierboase bogate în specii de Nardus, dezvoltate pe substraturi silicioase în zone montane (și în zone submontane, în Europa continentală), Grohotișuri silicioase de la nivelul montan până la nivelul zăpezii (Androsacetalia alpinae și Galeopsietalia ladani), Pante stâncoase calcaroase cu vegetație casmofită, Păduri montane și subalpine de Pinus uncinata (* dezvoltate pe substrat gipsos sau calcaros), Pante stâncoase silicioase cu vegetație casmofită, Mlaștini alcaline, Peșteri inaccesibile publicului, Turbării active, Păduri pe pante, grohotișuri și ravene de Tilio-Acerion, Formațiuni de Juniperus communis pe lande sau pajiști calcaroase, Păduri aluvionare cu Alnus glutinosa și Fraxinus excelsior (Alno-Padion, Alnion incanae, Salicion albae), Păduri de Quercus ilex și Quercus rotundifolia, Păduri acidofile de Picea de la nivel montan la nivel alpin (Vaccinio-Piceetea), Roci stâncoase cu vegetație pionieră de Sedo-Scleranthion sau Sedo albi-Veronicion dillenii, Formațiuni montane de Cytisus purgans, Liziere de ierburi înalte hidrofile de câmpie și de nivel montan până la alpin, Grohotișuri termofile și vest-mediteraneene, Pajiști uscate seminaturale și facies de acoperire cu tufișuri pe substraturi calcaroase (Festuco-Brometalia) (* situri importante pentru orhidee), Ghețari permanenți, Pajiști uscate europene, Pajiști alpine și boreale, Lande oro-mediteraneene cu formațiuni endemice de grozamă.
La baza desemnării sitului se află mai multe specii protejate:
- plante (2): Botrychium simplex, Orthotrichum rogeri
- mamifere (3): Galemys pyrenaicus, liliac cu aripi lungi (Miniopterus schreibersii), liliacul mic cu potcoavă (Rhinolophus hipposideros)
- nevertebrate (1): fluturele auriu (Euphydryas aurinia)